# 明実録
『明実録』（みんじつろく）は、歴代の明朝朝廷によって編纂された編年体歴史書。明の太祖(洪武帝)から熹宗(天啓帝)に至る十三朝(太祖・太宗・仁宗・宣宗・英宗・憲宗・孝宗・武宗・世宗・穆宗・神宗・光宗・熹宗)の実録が現存する。恵宗(建文帝)と代宗(景泰帝)の治世は政治的な事情からそれぞれ『太祖実録』と『英宗実録』に含まれるため全13部に分けられ、全ての部をあわせて2,909巻となる。
本書は各省庁から朝廷に提出された上奏文をもとに皇帝の詔勅や律例の記録、政治・経済・文化の出来事などを補足したものであり、明代史研究の根本史料と位置づけられている。

## 概要
明代の定例として、新たな皇帝が即位すると正・副の総裁を任命して先代皇帝の『実録』を編纂するよう定められていた。『実録』の編纂が完成すると巻頭には皇帝による序文、「進実録表」、編纂に加わった諸臣の姓名と凡例がつけられ、草稿を破棄した上で原本を内府に保管した。嘉靖13年以後は写本が皇史宬に置かれ、後代の閣僚・史官が次の実録を編纂する際に閲覧するようになった。

## 内容
| 順序 | 名称           | 巻  | 備考 |
| ---- | -------------- | --- | --- |
| 1    | 太祖高皇帝実録 | 257 | 1399年(建文元年)に礼部侍郎董倫らによって編纂が始められたが、靖難の役を経て永楽帝が即位すると姚広孝・夏原吉・胡広らによって改めて編纂され、1418年(永楽16年)に完成した。本来は1351年(至正31年)から1398年(洪武31年)までを対象とするが、建文帝の治世を認めない永楽帝の方針によって1399年(建文元年)から1402年(建文4年)を「洪武32年から35年」として含んでいる。 |
| 2    | 太宗文皇帝実録 | 130 | 楊士奇らによって編纂され、1430年(宣徳5年)に完成した。1402年(洪武35年)から1424年(永楽22年)までを扱う。 |
| 3    | 仁宗昭皇帝実録 | 10  | 蹇義らによって編纂された。1424年(永楽22年)から1425年(洪熙元年)を扱う。『太宗文皇帝実録』と同時に進呈されている。 |
| 4    | 宣宗章皇帝実録 | 115 | 楊士奇らによって編纂され、1438年(正統3年)4月に完成した。1425年(洪熙元年)から1435年(宣徳10年)までを扱う。 |
| 5    | 英宗睿皇帝実録 | 361 | 陳文らによって編纂され、1467年(成化3年)8月に完成した。1435年(宣徳10年)から1464年(天順8年)までを扱う。土木の変のため一時的に英宗に代わって帝位に即いた代宗景泰帝の治世が「廃帝戻王附録」として含まれている。 |
| 6    | 憲宗純皇帝実録 | 293 | 閣臣劉吉らによって編纂され、1491年(弘治4年)8月に完成した。1464年(天順8年)から1487年(成化23年)までを扱う。 |
| 7    | 孝宗敬皇帝実録 | 224 | 大学士劉健・謝遷らによって編纂され、1509年(正徳4年)に完成した。1487年(成化23年)から1505年(弘治18年)までを扱う。 |
| 8    | 武宗毅皇帝実録 | 197 | 大学士費宏らによって編纂され、1525年(嘉靖4年)6月に完成した。1505年(弘治18年)から1521年(正徳16年)までを扱う。 |
| 9    | 世宗粛皇帝実録 | 566 | 徐階・張居正らによって編纂され、1577年(万暦5年)8月に完成した。1521年(正徳16年)から1566年(嘉靖45年)までを扱う。 |
| 10   | 穆宗荘皇帝実録 | 70  | 張居正らによって編纂され、1577年(万暦2年)7月に完成した。1566年(嘉靖45年)から1572年(隆慶6年)までを扱う。 |
| 11   | 神宗顕皇帝実録 | 594 | 大学士顧秉謙らによって編纂され、1630年(崇禎3年)11月に完成した。1572年(隆慶6年)から1620年(万暦48年)までを扱う。 |
| 12   | 光宗貞皇帝実録 | 8   | 大学士葉向高らによって編纂された。1620年(泰昌元年)8月から12月までを扱う。 |
| 13   | 熹宗悊皇帝実録 | 84  | 温体仁らによって編纂された。1621年(天啓元年)から1627年(天啓7年) |